# 초코주

초코 주

초코주(스페인어: Departamento del Chocó)는 콜롬비아 서부에 있는 주로 주도는 키브도이며 면적은 46,530km2, 인구는 490,327명(2013년 기준), 인구 밀도는 11명/km2이다. 1947년 11월 3일에 신설되었으며 30개 지방 자치체를 관할한다. 북쪽으로는 파나마와 카리브해, 동쪽으로는 안티오키아 주와 리사랄다 주, 남쪽으로는 바예델카우카 주, 서쪽으로는 태평양과 접한다.

주기
주 문장

## 인구
| 연도    | 인구    | ±%     |
| ------- | ------- | ------ |
| 1973    | 203,635 | —      |
| 1985    | 313,567 | +54.0% |
| 1993    | 406,199 | +29.5% |
| 2005    | 440,123 | +8.4%  |
| 2018    | 534,826 | +21.5% |
| Source: |         |        |